# 官寨乡 (丘北县)
官寨乡，是中华人民共和国云南省文山壮族苗族自治州丘北县下辖的一个乡镇级行政单位。

## 行政区划
官寨乡下辖以下地区：
官寨村、水头村、山心村、白马村、秧革村、蚌郎村、秧补村、禹王村、飞土村和革勒村。